# Сторожаков, Геннадий Иванович
Геннадий Иванович Сторожаков (25 марта 1939, Красный Кут, АССР Немцев Поволжья — 18 февраля 2016, Москва) — советский и российский терапевт и клиницист, академик РАН (2013; академик РАМН с 2005), лауреат премии Правительства Российской Федерации в области науки и техники (2002)

## Биография
В 1964 г. окончил 2-й Московский Государственный Медицинский институт им. Н. И. Пирогова. Там же продолжил учёбу в ординатуре и аспирантуре, на кафедре факультетской терапии лечебного факультета, под руководством Анатолия Иннокентьевича Нестерова.
В 1969 г. защитил кандидатскую диссертацию по теме: «Аутоиммунные антитела при поражении сердца у больных с ревматизмом». В 1980 г. — докторскую диссертацию по теме: «Неревматические митральные пороки сердца».
В 1982 г. стал сотрудником кафедры госпитальной терапии вечернего факультета, возглавляемой профессором В. И. Бобковой, на базе клинической больницы МСЧ № 1 АМО ЗИЛ. В 1987 г. сменил В. И. Бобкову на посту заведующего кафедрой и являлся руководителем кафедры госпитальной терапии № 2 лечебного факультета на протяжении 28 лет.
С 1986 г. был проректором по учебной работе 2-го МОЛГМИ им. Н. И. Пирогова, затем РГМУ, долгие годы возглавлял приемную комиссию. В 2007—2008 гг. исполнял обязанности ректора РГМУ. С 2008 по 2013 г. являлся президентом РГМУ (РНИМУ).
12 февраля 1999 г. был избран членом-корреспондентом РАМН, 28 апреля 2005 г. — академиком РАМН. 30 сентября 2013 года стал академиком РАН.
Скончался 18 февраля 2016 года. Похоронен в Москве на Ваганьковском кладбище (участок 38).

## Научная и общественная деятельность
Ввел в клиническую практику диагностический метод — ультразвуковую диагностику, считается одним из основоположников эхокардиографии.

Впервые подробно описал пролапс митрального клапана.

Разработчик критериев диагностики вальвулита (воспаление клапанов сердца) при ревматизме и инфекционном эндокардите и показания к хирургическому лечению.

Под его руководством выполнено 12 докторских и более 50 кандидатских диссертаций.

Автор более 500 публикаций, 5 монографий, 3 руководств для практических врачей и более 50 учебно-методических пособий.

Главный редактор периодического учебного издания РГМУ «Лечебное дело», член редколлегий и редакционных советов журналов «Сердечная недостаточность», «Сердце», «Лечащий врач», «Экспериментальная и клиническая гастроэнтерология».

Член Европейского кардиологического общества, Европейского общества по изучению болезней печени, Российского общества специалистов по сердечной недостаточности, заместителем председателя экспертного совета ВАК РФ по терапевтическим дисциплинам, председатель учёного совета по защите кандидатских и докторских диссертаций по внутренним болезням РГМУ/РНИМУ.

## Награды
- Медаль ордена «За заслуги перед Отечеством» II степени (18 января 2007 года) — за достигнутые трудовые успехи и многолетнюю добросовестную работу[2].
- Премия Правительства Российской Федерации 2002 года в области науки и техники (18 февраля 2003 года) — за разработку и практическое применение новых методов диагностики, лечения, прогнозирования и профилактики первичной, резидуальной и вторичной легочной гипертензии[3].
- Медаль ВДНХ.
- Золотая и серебряная медали и Гран-при выставки «Брюссель — Эврика» в 2000, 2001 и 2002 годов.
- Премия Мэрии г. Москвы в области медицины за 1994 год.

## Семья[4]
- Жена — Янина Аврамовна (1955) — психиатр, в.н.с.
- Дочь — Марина (1965) — менеджер.
- Сын — Григорий (1976) — врач-гематолог.